# Nargis Fakhri
Nargis Fakhri (Nueva York, 20 de octubre de 1979) es una actriz y modelo estadounidense, reconocida por aparecer en películas de la industria cinematográfica de Bollywood. Fakhri inició su carrera como modelo en la serie de televisión America's Next Top Model. Como actriz realizó su debut en la película india Rockstar, por la cual recibió una nominación al premio Filmfare en la categoría de mejor debut. Recibió aclamación crítica por su actuación en la película de temática política Madras Cafe (2013). Más tarde actuó en las películas de humor Main Tera Hero (2014), Spy (2015) y Housefull 3 (2016). La segunda de ellas fue una producción realizada en Hollywood.

## Filmografía

### Cine
| Año  | Película                      | Rol                     | Idioma       | Notas                      |
| ---- | ----------------------------- | ----------------------- | ------------ | -------------------------- |
| 2011 | Rockstar                      | Heer Kaul               | Hindi        |                            |
| 2013 | Madras Cafe                   | Jaya Sahni              | Hindi        |                            |
| 2013 | Phata Poster Nikhla Hero      | Ella misma              | Hindi        | Canción "Dhating Naach"    |
| 2014 | Main Tera Hero                | Ayesha Saigal           | Hindi        |                            |
| 2014 | Kick                          | Ella misma              | Hindi        | Canción "Yaar Na Miley"    |
| 2015 | Spy                           | Lia                     | Inglés       | Debut en Hollywood         |
| 2016 | Saagasam                      | Ella misma              | Tamil        | Canción "Desi Girl"        |
| 2016 | Azhar                         | Sangeeta Bijlani        | Hindi        |                            |
| 2016 | Housefull 3                   | Saraswati "Sarah" Patel | Hindi        |                            |
| 2016 | Dishoom                       | Samira Dalal            | Hindi        | Cameo                      |
| 2016 | Banjo                         | Christina               | Hindi        |                            |
| 2018 | 5 Bodas                       | Shania Dhaliwal         | Inglés Hindi | Película americana         |
| 2019 | Amavas                        | Ahaana                  | Hindi        |                            |
| 2020 | Torbaaz                       | Ayesha                  | Hindi        |                            |
| 2023 | Shiv Shastri Balboa           | Siya                    | Hindi        |                            |
| 2025 | Hari Hara Veera Mallu: Part 1 | Roshanara               | Telugu       | Debut telugu, en grabación |
| 2025 | Housefull 5                   |                         | Hindi        | En grabación               |